# Mats Frey
Matthias „Mats“ Pirmin Frey (* 23. Mai 1986 in Wetzikon, Schweiz) ist ein Schweizer Drehbuchautor, Regisseur und Produzent.

## Leben

### Ausbildung
Von 2007 bis 2009 arbeitete Frey als Regie- und Produktionsassistent bei Condor Films in Zürich. Den Bachelor of Arts in Filmregie an der Zürcher Hochschule der Künste erhielt er 2011 mit seinem Abschlussfilm "Eddy", der auf Youtube über 42 Millionen Mal angeschaut wurde (Stand Oktober 2023). Danach war Frey als freischaffender Werberegisseur tätig, bis er das Masterstudium "Serial Storytelling" an der Internationale Filmschule in Köln aufnahm und im Juni 2015 abschloss.

### Karriere
Als Drehbuchautor schrieb er unter anderem für zwei Tatorte sowie für Für umme (Prime Video), wofür er auch als Produzent tätig war. Im Anschluss stiess er als Autor zum Writers’ Room für die zweite und dritte Staffel der Netflix-Serie How to Sell Drugs Online (Fast). Danach schrieb er für die Serie King of Stonks (ebenfalls für Netflix) zwei Folgen.
Zuletzt entwickelte er mit David Constantin die Crime-Comedy-Serie Tschugger für das Schweizer Radio und Fernsehen und Sky. Hierfür schrieb er zudem als Headwriter. Die Serie erreichte über 30 % Marktanteil und erhielt fast durchwegs positive Kritiken. Die zweite Staffel ist seit 15. September 2022 bei Sky Schweiz abrufbar und wurde ab 18. Dezember 2022 auf SRF ausgestrahlt, die dritte Staffel im November 2023.

## Filmografie (Auswahl)
- 2012: Eddy (Kurzfilm)
- 2015: Tatort: Zwei Leben (SRF)
- 2017: 2019: Der Bestatter (Fernsehserie für SRF, 2 Episoden)
- 2018: Tatort: Der Elefant im Raum (SRF)
- 2018: Für umme (Fernsehserie für Prime Video, 5 Episoden)
- 2019: WaPo Bodensee (Fernsehserie für SWR, Episode 4x2 Hart am Wind)
- 2019–2021: How to Sell Drugs Online (Fast) (Fernsehserie für Netflix, 12 Episoden)
- 2021–2023: Tschugger (Fernsehserie für SRF/Sky, 10 Episoden)
- 2022: King of Stonks (Fernsehserie für Netflix, 6 Episoden)

## Auszeichnungen
- 2022: Bernd Burgemeister Fernsehpreis auf dem Filmfest München für King of Stonks
- 2023: Der Deutsche Fernsehpreis für King of Stonks in der Kategorie "Beste Comedy-Serie"[9]